# طلعت سقيرق
طلعت سقيرق هو شاعر فلسطيني، ولد في طرابلس بلبنان يوم 18 آذار 1953 لعائلة هـُجرت من حيفا، وتوفي في سورية في 17 تشرين أول 2011. نشأ منذ الطفولة في دمشق وفيها تلقى علومه حتى نهاية الثانوية، حيث درس بعدها في جامعة دمشق وحاز على الإجازة في الأدب العربي عام 1979.

## المناصب التي يشغلها
- عمل في الصحافة - وما زال - منذ العام 1976.
- هو المسؤول الثقافي في مجلة صوت فلسطين منذ العام 1979.
- مدير مكتب سورية ولبنان' لجريدة شبابيك الأسبوعية التي تصدر في مالطا منذ العام 1997م.
- مدير دار (المقدسية) للطباعة والنشر والتوزيع في سوريا.
- صاحب ورئيس تحرير مجلة المسبار.
- مدير رابطة المبدعين العرب.
- عضو اتحاد الكتاب العرب والصحفيين الفلسطينيين.
- عضو اتحاد الصحفيين في سورية.
- عضو اتحاد الكتاب العرب.
- عضو رابطة الأدب الحديث بمصر.

## مجالاته الفنية ومشاركاته الأدبية
توزعت كتاباته بين الشعر والقصة والرواية، والقصة القصيرة جداً، والنقد الأدبي، كما كتب المسرحية ذات الفصل الواحد، وقد قدم بعضها على خشبات المسرح، وكتب الأغنية الشعبية التي غنتها فرق كثيرة وقدمت في الإذاعة والتلفزيون في عدة دول عربية. كتب في الكثير من الصحف والمجلات العربية. كما أذيعت بعض أعماله الشعرية والنقدية في عدة إذاعات. تناول النقد أعماله الإبداعية في الكثير من الصحف والمجلات والإذاعة والتلفزة العربية. أجريت معه حوارات كثيرة تناولت أدبه في التلفزة ولإذاعة والصحف والمجلات.

## من أعماله
- لحن على أوتار الهوى، شعر، 1974.
- في أجمل عام، شعر، 1975.
- أحلى فصول العشق، شعر، 1976.
- سفر، قصيدة، 1977.
- أشباح في ذاكرة غائمة، رواية، 1979.
- لوحة أولى للحب، شعر، 1980.
- أحاديث الولد مسعود، رواية 1984.
- هذا الفلسطيني فاشهد، شعر، 1986.
- الخيمة، قصص قصيرة جداً، 1987.
- السكين، قصص قصيرة جداً، 1987.
- أنت الفلسطيني أنت، شعر، 1987.
- الإسلام ومكارم الأخلاق، دراسة، 1990.
- الإسلام دين العمل، دراسة، 1991.
- أغنيات فلسطينية، شعر محكي، 1993.
- قمر على قيثارتي، شعر، 1993.
- الشعر الفلسطيني المقاوم في جيله الثاني اتحاد الكتاب العرب، دراسة، 1993.
- عشرون قمراً للوطن، دراسة، دار النمير دمشق 1996.
- الأشرعة، قصص قصيرة، اتحاد الكتاب العرب بدمشق 1996.
- احتمالات، قصص، اتحاد الكتاب العرب 1998.
- طائر الليلك المستحيل، شعر، دار الفرقد دمشق 1998.
- دليل كتاب فلسطين دار الفرقد دمشق 1998.
- القصيدة الصوفية، شعر، 1999.
- زمن البوح الجميل، نصوص، مشترك مع ليلى مقدسي 1999.
- الانتفاضة في شعر الوطن المحتل، دراسة، دار الجليل 1999.
- «نقوش على جدران العمر» شعر / دار المسبار للطباعة والنشر والتوزيع _ دمشق - 2008